# 庫克拉希爾
庫克拉希爾（西班牙語：Kukra Hill），是尼加拉瓜的城鎮，位於該國東部，由南大西洋自治區負責管轄，始建於1989年10月，面積1,193平方公里，海拔高度52米，2005年人口8,789，人口密度每平方公里7.37人。
12°15′N 83°45′W / 12.250°N 83.750°W